# Canis lupus pallipes
 Canis lupus pallipes és una subespècie del llop (Canis lupus), classificada com a tal l'any 1931 per William Henry Sykes.

## Descripció
- És més petit que els llops d'Europa i de Nord-amèrica: fa entre 63 i 101cm d'alçària i pesa 25–31,5 kg.
- Té unes orelles grans per poder dispersar la calor corporal igual que moltes altres criatures del desert.[2]

## Alimentació
Menja una àmplia gamma de petits mamífers (rates, esquirols, mangostes, etc.) i d'aus de terra (perdius, guatlles, fredelugues, etc.).

## Reproducció
L'aparellament té lloc durant l'hivern entre la parella alfa de la llopada. La femella pareix 3–5 cadells, els quals seran criats pels adults durant 6 mesos.

## Hàbitat
Pot viure tant a regions àrides desèrtiques com a boscos densos.

## Distribució geogràfica
Es troba al nord d'Israel, l'Aràbia Saudita, l'Afganistan, Turquia, el Pakistan i l'Iran.

## Longevitat
Té una esperança de vida de 16–20 anys en captivitat i de 8–15 en estat salvatge.

## Estat de conservació
Les seves principals amenaces són el fet de compartir el seu hàbitat i les seves preses amb una població humana en constant augment, l'encreuament amb gossos domèstics i l'assetjament que pateix per ser considerat una feristela per part dels humans nadius.